# ソナポケイズム④ 〜君という花〜
『ソナポケイズム④ 〜君という花〜』（ソナポケイズムフォー きみというはな）は、2013年2月6日に発売されたSonar Pocketの4thアルバム。

## 概要
今作で4枚目のアルバムとなる。前作・前々作と同じく、通常盤には初回限定盤よりも一曲多くボーナストラックとして収録されている。

## 収録内容

### 初回限定盤
CD
1. 月火水木金土日。〜君に贈る歌〜(4:38)
10thシングル
MTV×DAM WANNASING 4月度アーティスト
「Music Launcher」4月度オープニングテーマ
全国音楽情報TV「MUSIC B.B.」4月度エンディングテーマ
テレビ朝日系「BREAK　OUT」5月度 オープニングトラック
2. キミ記念日 ～生まれて来てくれてアリガトウ。～(4:40)
12thシングル
よみうりランド　ジュエルミネーション2012 キャンペーンソング
3. 失恋 ～君は今、幸せですか？～(5:21)
6th配信限定シングル
テレビ朝日系「BREAK OUT」12月度エンディングトラック
九州朝日放送「ドォーモ」12月度エンディングテーマ
4. サマーデイズ！(3:40)
5. NEW WORLD(3:33)
6. 光り【eyeron ソロ】(5:09)
7. Long Distance Love(5:21)
8. 君と見る未来。(5:41)
11thシングル
テレビ朝日系「BREAK OUT」8月度エンディングトラック
毎日放送系「ロケみつ　ザ・ワールド」8月度エンディングテーマ
9. 応え【ko-dai ソロ】(4:35)
元々はko-daiがソロで歌っていた曲。
10. 命ある限り(3:36)
11. パーティータイム！(3:19)
12. 花(4:40)
映画「ひまわりと子犬の7日間」主題歌
13. 365日のラブストーリー。(アコースティック ver.) (4:54)

DVD
1. MUSIC VIDEO集
  1. 月火水木金土日。～君に贈る歌～
  2. キミ記念日 ～生まれて来てくれてアリガトウ。～
  3. 365日のラブストーリー。
  4. 失恋 ～君は今、幸せですか？～
  5. 花
2. ソナポケ ガチンコ生け花対決！ feat. 假屋崎省吾
3. MV全曲解説＆オフショット

### 通常盤(CDのみ)
1. 月火水木金土日。～君に贈る歌～
2. キミ記念日 ～生まれて来てくれてアリガトウ。～
3. 失恋 ～君は今、幸せですか？～
4. サマーデイズ！
5. NEW WORLD
6. 光り【eyeron ソロ】
7. Long Distance Love
8. 君と見る未来。
9. 応え【ko-dai ソロ】
10. 命ある限り
11. パーティータイム！
12. 花
13. 365日のラブストーリー。（アコースティック ver.）